# Бриттингем, Уоррен
Уоррен Джордж Бриттингем (англ. Warren George Brittingham; 2 сентября 1886, Сент-Луис, Миссури — 19 декабря 1962, Эль-Пасо, Иллинойс) — американский футболист, серебряный призёр летних Олимпийских игр 1904.
На Играх 1904 в Сент-Луисе Бриттингем выступал за первую сборную США. Они проиграли матч Канаде, сыграли вничью, а затем выиграли встречу с другой американской командой и заняли в итоге второе место, получив серебряные медали.